# Nattens begär
Nattens begär (originaltitel Night Pleasures) är en roman från 2002 av Sherrilyn Kenyon. Den gavs ut i svensk översättning 2009 på Schibsted Förlagen.
Boken är den första delen i serien om de Svarta jägarna, och den första boken i serien som getts ut på svenska.